# A18 (autoestrada)
A A18, Autoestrada Pêro Negro - Carregado ou Autoestrada de Lisboa Norte é uma autoestrada portuguesa que está em fase de projeto. Ligará, quando construída, a autoestrada A8, junto a Pêro Negro, no concelho de Sobral de Monte Agraço, à A10, junto ao Carregado, ajudando a criar uma ligação que juntamente com a A10 e a A13, completará um anel à volta da Grande Lisboa.
A A18 pertence ao itinerário complementar IC11 e será, segundo as intenções iniciais, portajada.
No projeto original da A18, a autoestrada deveria começar no nó do Sarge, na A8, em Torres Vedras, mas devido a diversas razões, o projeto foi movido para sul, no nó de Pêro Negro.

## Estado dos troços
| Troço                  | Situação   | km  |
| ---------------------- | ---------- | --- |
| Pêro Negro – Carregado | Em projeto | ~19 |

1. ↑  «Ligação do IC11 entre Torres Vedras e Carregado anulada para ser analisada ligação para a Ota». www.jornaldenegocios.pt. Consultado em 28 de agosto de 2024